# Az F.T. Island díjainak és elismeréseinek listája
A dél-koreai F.T. Island együttes pályafutása során összesen több mint 13 díjat nyert el, és többször lettek elsők a televíziós slágerlistákon, mint az Inkigayo vagy a Music Bank.

## Mnet Asian Music Awards
| Év   | Díj                    | Jelölés     | Eredmény | Hiv.        |
| ---- | ---------------------- | ----------- | -------- | ----------- |
| 2007 | Legjobb új fiúegyüttes | F.T. Island | Elnyerte | [ 1 ]       |
| 2007 | MNet.com Award         | Lovesick    | Elnyerte | [ 1 ]       |
| 2012 | Legjobb előadás        | Severely    | Jelölve  | [ 2 ]       |
| 2012 | Az év dala             | Severely    | Jelölve  | [ 3 ] [ 4 ] |

## Mnet 20's Choice Awards
| Év   | Díj               | Jelölés     | Eredmény | Hiv.        |
| ---- | ----------------- | ----------- | -------- | ----------- |
| 2012 | 20′s Trendy Music | F.T. Island | Jelölve  | [ 5 ] [ 6 ] |

## Golden Disk Awards
| Év   | Jelölés                   | Díj                                          | Eredmény |
| ---- | ------------------------- | -------------------------------------------- | -------- |
| 2007 | Lovesick                  | Népszerűség-díj                              | Elnyerte |
| 2007 | Lovesick                  | Újonc-díj                                    | Elnyerte |
| 2008 |                           | YEPP Népszerűség-díj                         | Elnyerte |
| 2010 | Love Love Love            | Cosmopolitan Rock Music Award                | Elnyerte |
| 2011 |                           | Cosmopolitan ‘Fun & Fearless Musician’ Award | Elnyerte |
| 2011 | Az év legjobb rockzenésze | Elnyerte                                     |          |
| 2013 | I Honggi (Lee Hong-gi)    | InStyle Fashionista Award                    | Elnyerte |
| 2013 | F.T. Island               | Ponszang                                     | Elnyerte |

## Egyéb díjak
| Év   | Díj |
| ---- | --- |
| 2007 | - 2007 Blistex - A világ legszebb ajkai díj - Asia Song Festival:Legjobb új ázsiai előadó                                                                                    |
| 2008 | - 17. Seoul Music Awards: Újonc-díj - 2008 SEED Awards : Ázsia legnpszerűbb művésze (Thaiföld) - 15. Annual Republic of Korea Entertainment Arts Awards: Legjobb fiúegyüttes |
| 2009 | - 17. Korean Cultural Entertainment Awards: Tini művész-díj - 2009 Hallyu Tourism Night, Korea National Tourism Organization: Hallju turizmus életműdíj                      |
| 2010 | - 16. Annual Republic of Korea Entertainment Arts Awards: Férfi előadó-díj                                                                                                   |
| 2011 | - 20. Seoul Music Awards: Ponszang - MBC Idol Star 7080: King Singer Award                                                                                                   |
| 2012 | - 21. Seoul Music Awards: Ponszang - Soompi Gayo Awards: Top fiúegyüttes (bronz)                                                                                             |

## Televíziós slágerlisták

### Music Bank
| Év   | Dátum          | Dal                           |
| ---- | -------------- | ----------------------------- |
| 2007 | szeptember 14. | 사랑앓이 (Love Sick)          |
| 2007 | október 12.    | 천둥 (Thunder)                |
| 2010 | szeptember 10. | 사랑사랑사랑 (Love Love Love) |

### Inkigayo
| Év   | Dátum          | Dal                             |
| ---- | -------------- | ------------------------------- |
| 2007 | július 29.     | 사랑앓이 (Love Sick)            |
| 2007 | augusztus 5.   | 사랑앓이 (Love Sick)            |
| 2007 | augusztus 12.  | 사랑앓이 (Love Sick)            |
| 2008 | január 6.      | 너올때까지 (Until You Return)   |
| 2010 | szeptember 5.  | 사랑 사랑 사랑 (Love Love Love) |
| 2010 | szeptember 12. | 사랑 사랑 사랑 (Love Love Love) |
| 2012 | február 26.    | 지독하게 (Severely)             |

### M! Countdown
| Év   | Dátum          | Dal                             |
| ---- | -------------- | ------------------------------- |
| 2007 | július 19.     | 사랑앓이 (Love Sick)            |
| 2007 | július 26.     | 사랑앓이 (Love Sick)            |
| 2008 | október 2.     | 사랑후애 (After Love)           |
| 2010 | szeptember 9.  | 사랑 사랑 사랑 (Love Love Love) |
| 2012 | február 9.     | 지독하게 (Severely)             |
| 2012 | február 23.    | 지독하게 (Severely)             |
| 2012 | szeptember 20. | 좋겠어 (I Wish)                 |

### Music on Top
| Év   | Dátum       | Dal                 |
| ---- | ----------- | ------------------- |
| 2012 | február 15. | 지독하게 (Severely) |
| 2012 | február 22. | 지독하게 (Severely) |
| 2012 | február 29. | 지독하게 (Severely) |

### Show Champion
| Év   | Dátum       | Dal                 |
| ---- | ----------- | ------------------- |
| 2012 | február 21. | 지독하게 (Severely) |